# Эберкромби, Ральф, 2-й барон Донфермлин
Ральф Эберкромби, 2-й барон Донфермлин (англ. Ralph Abercromby, 2nd Baron Dunfermline; 6 апреля 1803 — 12 июля 1868) — британский государственный деятель, сын Джеймса Эберкромби, 1-го барона Донфермлина.
В 1840—1851 годах был чрезвычайным посланником и полномочным министром в Турине, в 1851—1859 годах посланником в Гааге, после чего вернулся в Англию, где умер в 1868 году, не оставив потомков. Со смертью его прекратилось звание пэров Донфермлин.